# Stazione di Kilbarrack
La Kilbarrack railway station è una stazione ferroviaria, aperta il 1º giugno 1969, che si trova lungo la linea Trans Dublin della Dublin Area Rapid Transit, la metropolitana in superficie di Dublino, capitale dell'Irlanda.

## Collocazione e apertura
La stazione si trova nel paese omonimo ed è sfruttata anche dagli abitanti dei vicini conglomerati urbani di Raheny e Donaghmede

## Servizi
- Servizi igienici
- Capolinea autolinee
- Biglietteria a sportello
- Biglietteria self-service
- Distribuzione automatica cibi e bevande